# Tetraplaria caledoniensis
Tetraplaria caledoniensis is een mosdiertjessoort uit de familie van de Tetraplariidae. De wetenschappelijke naam van de soort is voor het eerst geldig gepubliceerd in 1986 door d'Hondt.